# Phong
I phong, detti anche kniang, sono un gruppo etnico facente parte dei popoli khmuici stanziato nel Laos settentrionale. Non vi sono fonti storiche che indichino la provenienza dei phong, secondo la loro tradizione orale sono originari di un territorio lungo l'odierno confine tra la Birmania e la Cina. Il termine phong è un esonimo assegnato loro dai laotiani, mentre l'etnia si autodefinisce kniang. Altri nomi e traslitterazioni dei due termini sono kniang, keneng, kenieng, khaniang, phong del Laos e pong.

## Lingua
Oltre alla lingua lao, parlano il phong kniang, un idioma compreso nella famiglia linguistica mon khmer fortemente collegato con quello della vicina etnia xinh mun. Il codice ISO 639-3 per il phong è pnx. La lingua non va confusa con quelle di altre etnie laotiane chiamate con nomi simili.

## Distribuzione
I phong vivono in alcuni villaggi montani dei distretti di Xam Neua e Huanmeuang nella Provincia di Houaphan, e in due distretti della Provincia di Xiangkhoang. Nei diversi stanziamenti si sono creati dei sottogruppi chiamati phong piad, phong laan, phong chapuang e phong fan, che hanno dialetti e tradizioni simili. La popolazione totale era di 21.396 abitanti secondo il censimento laotiano del 1995.

## Società e cultura
Il governo laotiano nomina un consiglio responsabile degli affari esterni dei villaggi. Gli affari interni sono a carico del capo tribale del villaggio, chiamato chao kok. Tra le famiglie esistono dei clan, ognuno dei quali a sua volta nomina un capo, il chao lao, ed ha regole e tradizioni interne diverse da quelle degli altri clan.
Le nuove coppie sposate vivono con la famiglia del marito fino a quando un fratello minore si sposa. Da quel momento la coppia trasferisce il proprio nucleo familiare in una nuova abitazione, che sono di solito palafitte costruite su piccole colline. Le donne partoriscono in casa con l'aiuto di una levatrice locale e dei parenti. Le eredità spettano ai figli maschi. Quando qualcuno muore si tiene una festa in casa del defunto. In passato si sotterravano i morti, ora che diversi phong si sono sonvertiti al Buddhismo le salme vengono cremate e le loro ceneri sotterrate o poste in un piccolo reliquiario.
Vi sono sciamani che curano i malati e celebrano riti propiziatori. I costumi tradizionali sono andati in disuso, sia gli uomini che le donne vestono ora con normali abiti comprati al mercato, gli uomini con normali pantaloni e camicia e le donne con i classici sarong laotiani.

## Economia
Come la maggior parte delle minoranze etniche del paese, i phong sono dediti prevalentemente all'agricoltura con un largo uso della pratica del debbio. La coltura principale è il riso e tra gli altri prodotti vi sono gli ortaggi da radice, che consumano quando c'è scarsità di riso. Allevano soprattutto maiali e pollame, che usano per le offerte cerimoniali propiziatorie. Meno frequenti sono il bufalo d'acqua ed il bue. Gli uomini sono attivi nella caccia e raccolta nelle foreste, nella pesca e si fabbricano in proprio coltelli e machete. Le donne intrecciano la paglia con cui fanno ceste e stuoie.

## Religione
La maggior parte dei phong praticano l'Animismo, gli spiriti protettori principali sono quelli della famiglia, del villaggio, della montagna e della foresta. Nelle vicinanze di ogni villaggio c'è una casetta dedicata agli spiriti. Quelli che si sono convertiti al Buddhismo Theravada, lo praticano in combinazione con la fede tradizionale. Due volte l'anno l'intero villaggio si riunisce per le cerimonia propiziatoria per i nuovi raccolti, durante la quale vengono offerti agli spiriti un maiale, 4 polli, dell'acquavite di riso e della frutta. In ogni casa c'è un altare in onore degli spiriti.